# Stiftung für die Rechte zukünftiger Generationen
Die Stiftung für die Rechte zukünftiger Generationen (kurz SRzG, auch Stiftung Generationengerechtigkeit) ist eine Stiftung des bürgerlichen Rechts mit Sitz in Stuttgart, die sich mit dem Thema Generationengerechtigkeit befasst.

## Stiftungszweck
Die Stiftung setzt sich seit 1999 für die Verankerung der Generationengerechtigkeit im Grundgesetz ein.
So veröffentlichte sie beispielsweise 2003 das Handbuch Generationengerechtigkeit und initiierte anschließend ein von jungen Abgeordneten parteiübergreifend getragenes Projekt unter Federführung von Jens Spahn (CDU), Daniel Bahr (FDP), Sabine Bätzing (SPD) und Alexander Bonde (Bündnis 90/Die Grünen), das 2006 in einem interfraktionellen Gesetzesentwurf resultierte. Dieser sah unter anderem die Aufnahme eines Artikels 20b in das Grundgesetz vor: „Der Staat hat in seinem Handeln das Prinzip der Nachhaltigkeit zu beachten und die Interessen künftiger Generationen zu schützen.“ Der Gesetzesentwurf wurde dadurch, dass er vor Ablauf der 16. Legislaturperiode nicht verabschiedet wurde, hinfällig.
Die Stiftung befürwortet ein altersunabhängiges Wahlrecht: Jeder soll wählen dürfen, sobald er dies selbst möchte und dazu fähig ist.
Im Juni 2023 startete die Stiftung auf der Onlineplattform Change.org eine Petition zur Abschaffung der Abgeordnetenpension. Die Stiftung setzt sich für eine Reform der Rente nach Österreichischem Vorbild ein, nachdem alle – auch Beamte und Politiker – in ein System einzahlen. Erst wenn Regierende und Regierte in einem Boot säßen, würde eine Reform des Rentensystems angepackt.
Die Stiftung spricht sich für den Erhalt der Schuldenbremse in Deutschland aus.

## Organisation
Die Stiftung wurde 1997 gegründet.
Der Vorstand leitet die Stiftungsgeschäfte. Ihm gehören Luise Roither (Vorsitzende), Grace Clover, Christopher Isensee, und Jörg Tremmel an. Er wird von einem Kuratorium kontrolliert (Mitglieder: Ortwin Renn, Rolf Kreibich).
Ein Beirat berät die Stiftung. Mitglieder dieses Gremiums sind unter anderem Dieter Birnbacher, Jürgen Borchert, Claus Dierksmeier, Bernward Gesang, Edeltraud Günther, Uwe Jean Heuser, Vittorio Hösle, Klaus Hurrelmann, Rüdiger Maas, Gisela Meister-Scheufelen, Mihajlo D. Mesarovic, Julian Nida-Rümelin, Claus Offe, Franz Josef Radermacher, Bernd Raffelhüschen, Wolfgang Seiler (Klimaforscher), Hans Joachim Schellnhuber, Udo E. Simonis, Uwe Schneidewind, Werner Weidenfeld, Stephanie Weis-Gerhardt und Ernst Ulrich von Weizsäcker.
Die staatliche Stiftungsaufsicht liegt beim Regierungspräsidium Darmstadt.

## Rezeption
Cornelia Schmergal bezeichnete die Stiftung 2012 für die Wirtschaftswoche als den „bekannteste[n] außerparlamentarischen Thinktank in Sachen Generationengerechtigkeit“; Livia Gerster urteilte 2014 im Tagesspiegel ähnlich und nannte sie den „wichtigsten außerparlamentarischen Think-Tank zu diesem Thema“.
Lobbycontrol weist darauf hin, dass „[n]eben engagierten Umweltschützern und lobbyfernen Zukunftsforschern“ dem Beirat der Organisation auch Personen angehören, „die eng mit der Wirtschaft vernetzt sind bzw. waren“. Als Beispiele werden Meinhard Miegel und Bernd Raffelhüschen genannt. Der Volkswirt Heinz Rothgang vertritt die Auffassung, dass die Stiftung einem Narrativ anhänge, nach welchem die „Alten“ die „Jungen“ ausbeuten. Die Jungen dürften sich dies nicht gefallen lassen, ein neuer „Generationenvertrag“ müsse daher geschlossen werden. Diese Formulierungen seien jedoch euphemistisch und verschleierten im Kern die Forderung „nach einer Kürzung von Leistungen für Ältere (insbesondere bei der Rente) oder einer höheren Beteiligung der Älteren an der Finanzierung sozialstaatlicher Leistungen (Gesundheits- und Pflegeleistungen)“.
Im Jahr 2023 forderte Jörg Tremmel, Vorstandssprecher der Stiftung, in einem Interview mit Focus Online Generationengerechtigkeit und sagte: „Die Jüngeren müssen etwas mehr zahlen, aber die Älteren müssen auch bereit sein, etwas weniger zu bekommen“. Der SPD-Politiker Lothar Binding sagte dazu, dass wir „kein Problem zwischen alt und jung, sondern ein Problem zwischen arm und reich“ haben. Von dieser Tatsache lenke die Namensgebung der Stiftung für die Rechte zukünftiger Generationen ab. Sie definiere sich als „Lobby für junge Bürger und erzeugt einen Konflikt in der Altersversorgung, den es nicht gibt“. Binding begrüße hingegen zugleich „den Vorschlag von Herrn Tremmel, eine Erwerbstätigenversicherung einzuführen, in die ausnahmslos alle Erwerbstätigen einbezogen werden“.

## Essay-Preis
Die Stiftung vergibt einen Preis für wissenschaftliche Essays, die sich mit ausgewählten Anliegen der Stiftung befassen. Das Preisgeld wurde von 15.000 DM (2001) auf mittlerweile insgesamt 10.000 Euro erhöht. Es kommt nicht von der Stiftung selbst, sondern von der Stiftung Apfelbaum.

## Auszeichnungen
2000 erhielt die Stiftung die Theodor-Heuss-Medaille, später die Bürgermedaille der Stadt Oberursel (2001), den Integrationspreis der Stiftung Apfelbaum (2008), sowie den „Energy Globe Award“ (2018).

## Veröffentlichungen (Auswahl)
Die Stiftung Generationengerechtigkeit gibt seit 2002 die unter igjr.org verfügbare englischsprachige elektronische Fachzeitschrift Intergenerational justice review (ISSN 2510-8824) heraus, die von 2009 bis 2016 auch unter dem Namen Intergenerational justice review: IGJR (ISSN 2190-6335) in Druckform sowie bis 2015 als Journal für Generationengerechtigkeit (ISSN 1617-1799) in deutscher Sprache erschien. Zudem veröffentlicht die Stiftung seit 2006 die unregelmäßig erscheinende Schriftenreihe SRzG-Studie(n) (ZDB-ID 2502672-0).
Weitere Herausgeberschaften:
- Die 68er – warum wir Jungen sie nicht mehr brauchen. Kore, Freiburg i. Br. 1998, ISBN 978-3-933056-65-8.
- Was bleibt von der Vergangenheit? Die junge Generation im Dialog über den Holocaust. Ch. Links, Berlin 2001, ISBN 978-3-86153-192-0 (Mit einem Beitrag von Roman Herzog).
- Handbuch Generationengerechtigkeit. Oekom, München 2003, ISBN 978-3-936581-09-6.
- Wahlrecht ohne Altersgrenze? Verfassungsrechtliche, demokratietheoretische und entwicklungspsychologische Aspekte. Oekom, München 2008, ISBN 978-3-86581-098-4.